# Graniti (stacja metra)
Graniti – stacja na linii C metra rzymskiego. Stacja znajduje się w dzielnicy Finocchio, przy Via Tortorici, na skrzyżowaniu z Via Graniti.

## Historia
Budowa wystartowała w lipcu 2008. Stacja została otwarta 9 listopada 2014 roku.